# Danza en círculo

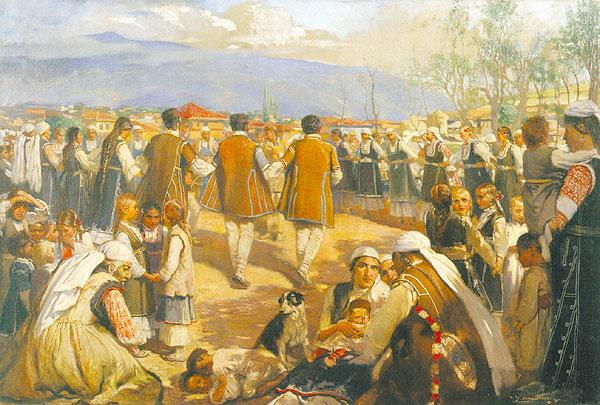
Un grupo shop danzando hora en Bulgaria.

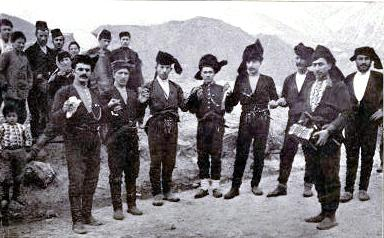
Bailarines Laz en Armenia, circa 1911.

La danza en círculo, o danza en cadena, es un estilo de danza social que se realiza en círculo, semicírculo o en línea curva con acompañamiento musical, como instrumentos rítmicos y canto, y es un tipo de danza en el que cualquiera puede participar sin necesidad de compañeros . A diferencia del baile en línea, los bailarines en círculo están en contacto físico entre sí; la conexión se realiza mano a mano, dedo a dedo o manos sobre los hombros, donde siguen al líder por la pista de baile. La danza, que varía de suave a enérgica, puede ser una experiencia grupal edificante o parte de una meditación.
Siendo probablemente la formación de danza más antigua conocida, la danza en círculo es una antigua tradición común a muchas culturas para marcar ocasiones especiales, rituales, fortalecer la comunidad y fomentar la unión. Las danzas en círculo están coreografiadas con muchos estilos diferentes de música y ritmos.
La danza en círculo moderna mezcla danzas folclóricas tradicionales, principalmente de fuentes europeas o del Cercano Oriente, con otras coreografiadas recientemente con una variedad de música tanto antigua como moderna. Existe un repertorio creciente de nuevas danzas en círculo con música clásica y canciones contemporáneas.

## Distribución
La danza circular moderna se encuentra en muchas culturas, incluidas la árabe (levantiana e iraquí), israelí (ver danza judía y danza folclórica israelí), luri, asiria, kurda, turca, armenia, azerbaiyana, maltesa, ucraniana y balcánica. También se encuentra en el sur de Asia, como Nati de Himachal Pradesh, Harul de Uttarakhand, Wanvun de Cachemira, Jhumair de Jharkhand, Fugdi de Goa y Deuda y Dhan Nach de Nepal.
A pesar de su inmensa reputación en Oriente Medio y el Sudeste de Europa, la danza circular también tiene una prominencia histórica en la Europa Occidental, en países como: Bretaña, Asturias, Cataluña e Irlanda; y también en América del Sur (Perú), el Tíbet y con los nativos norteamericanos (véase Danza de los Espíritus).
También se utiliza, en su forma más meditativa, en el culto de varias tradiciones religiosas, incluidas la Iglesia de Inglaterra y las danzas islámicas Haḍra Dhikr (o Zikr).

## Historia

### Sur de Asia

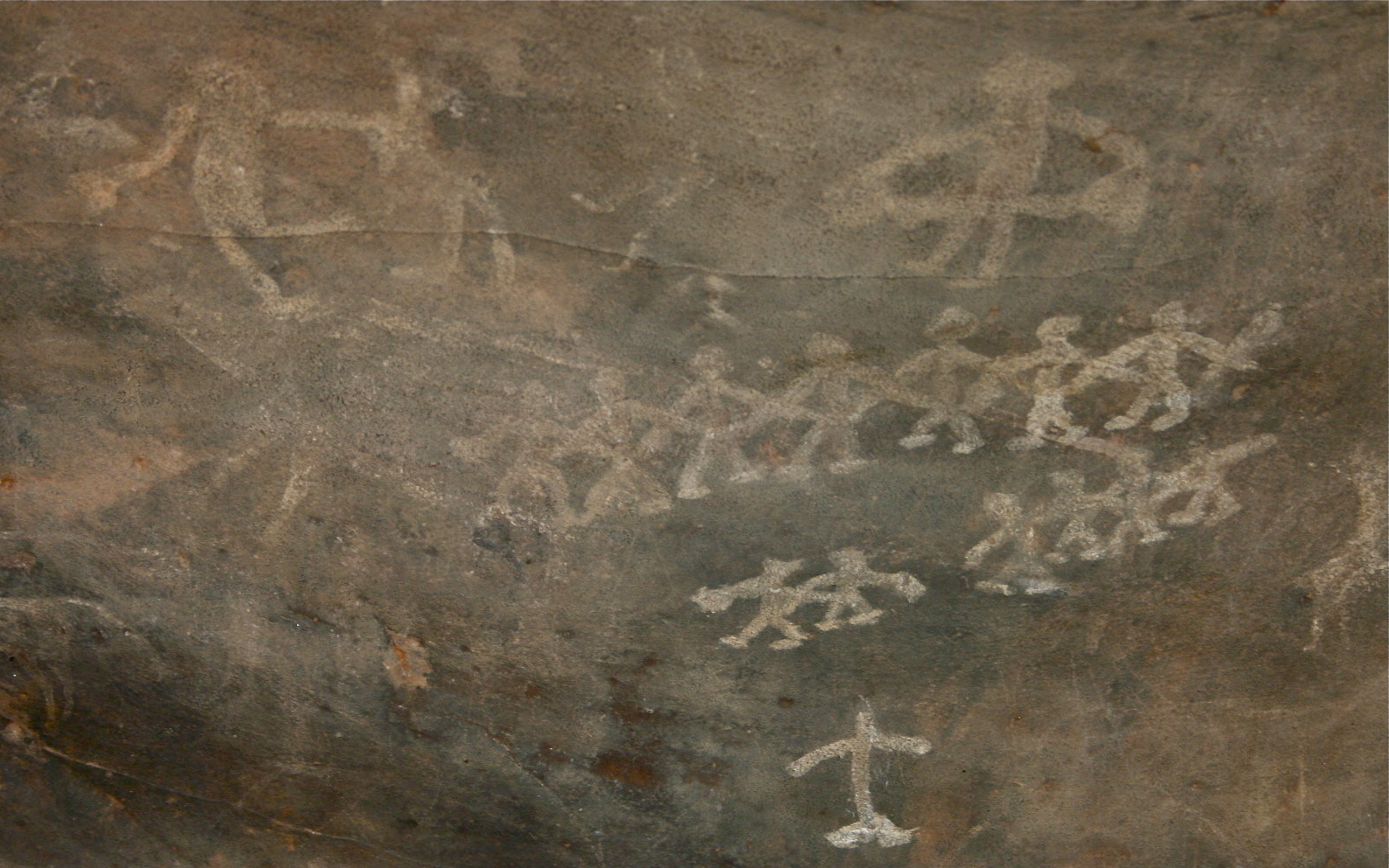
Pintura de bailarines y músico en refugios rocosos de Bhimbetka, India.

Pintura rupestre encontrada en el sur de Asia desde el Paleolítico. Las pinturas rupestres de los abrigos de Bhimbetka, en Madhya Pradesh, India, muestran a bailarines y músicos del Mesolítico. Muestra a personas bailando cogidas de la mano.

### Balcanes

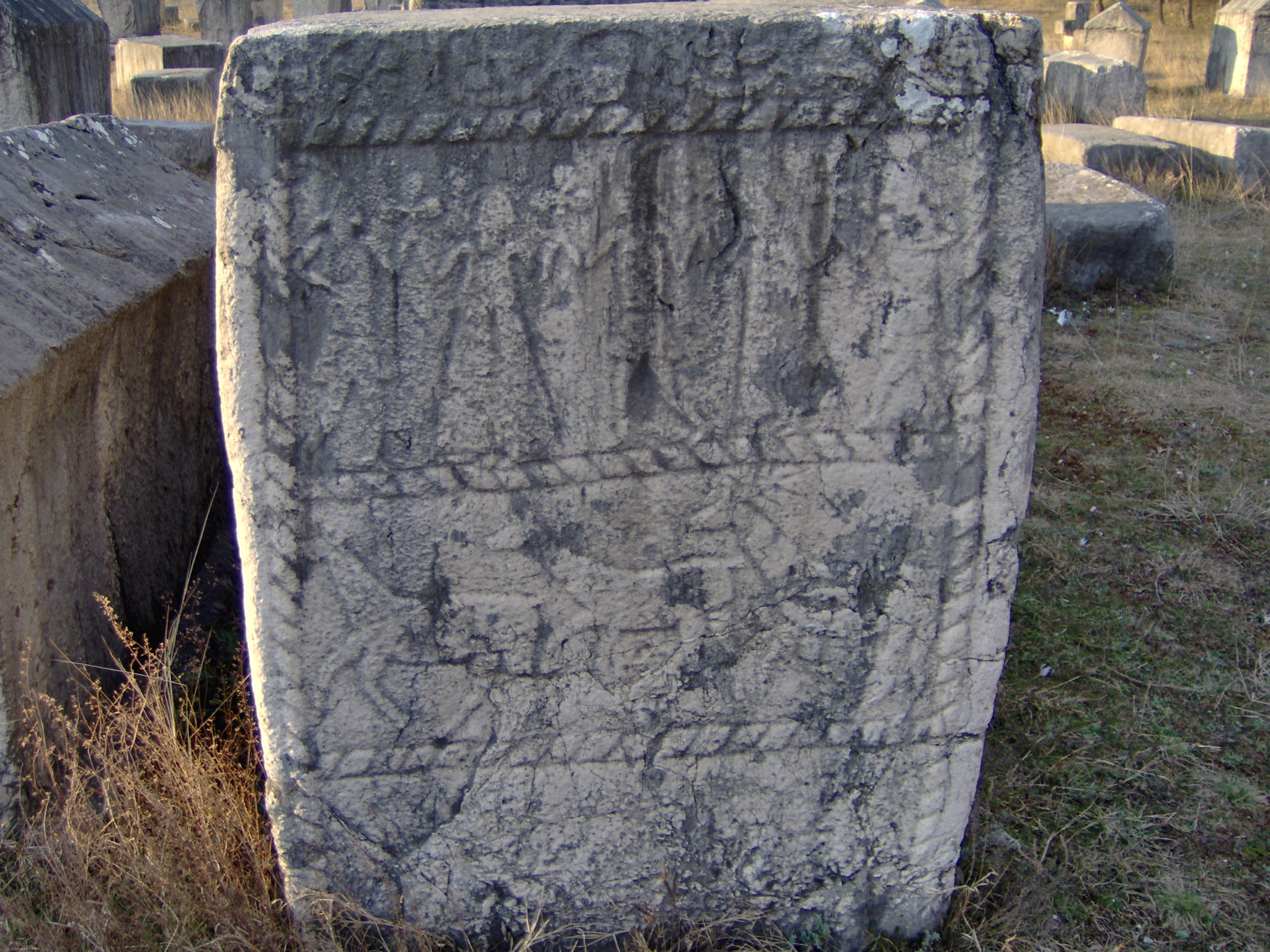
Stecak de Radimlja, Herzegovina mostrando figuras enlazadas

Las lápidas medievales llamadas «Stećci» (singular «Stecak») en Bosnia y Herzegovina, que datan de finales del siglo XII hasta el siglo XVI, llevan inscripciones y figuras que parecen bailarines en cadena. Se representa a hombres y mujeres bailando juntos cogidos de la mano a la altura de los hombros, pero en ocasiones los grupos están formados por un solo sexo.
En Macedonia, cerca de la ciudad de Zletovo, los murales del monasterio de Lesnovo (Lesnovo Manastir), que datan del siglo XIV, muestran a un grupo de jóvenes enlazando sus brazos en una danza circular. Una crónica de 1344 insta a los habitantes de la ciudad de Zadar a cantar y bailar danzas en círculo para un festival.  Sin embargo, existe una referencia procedente de Bulgaria, en un manuscrito de un sermón del siglo XIV, que calificaba las danzas en cadena de «diabólicas y malditas»."

### Europa Central
La danza en círculo de Alemania se llama «Reigen»; data del siglo X, y puede tener su origen en las danzas devocionales de las primeras fiestas cristianas. Bailar alrededor de la iglesia o de una hoguera era frecuentemente denunciado por las autoridades eclesiásticas, lo que no hace sino subrayar lo popular que era.  Uno de los frescos (que datan del siglo XIV) en Tirol, en el castillo de Runkelstein, representa a Isabel de Polonia, reina de Hungría dirigiendo una danza de cadenas.  También se encontraron danzas en círculo en República Checa, que datan del siglo XV. Se bailaba principalmente alrededor de los árboles en el prado del pueblo. En Polonia también los primeros bailes de pueblo eran en círculos o filas acompañados por el canto o las palmas de los participantes. 

### Mediterráneo
En el siglo XIV, Giovanni Boccaccio describe a hombres y mujeres bailando en círculo al son de sus propios cantos o acompañados por músicos. Uno de los frescos de Siena de Ambrogio Lorenzetti pintado en 1338-1340 muestra a un grupo de mujeres haciendo una figura de «puente» mientras son acompañadas por otra mujer tocando la pandereta. 
Existen relatos de dos viajeros europeos occidentales a Constantinopla, la capital del Imperio Otomano. En 1577, Salomon Schweigger describe los sucesos de una boda griega:

entonces juntaron los brazos unos sobre otros, hicieron un círculo, dieron vueltas alrededor del círculo, con los pies pisando fuerte y dando pisotones; uno cantó primero, y todos los demás le siguieron.

Otro viajero, el farmacéutico alemán Reinhold Lubenau, estuvo en Constantinopla en noviembre de 1588 e informa sobre una boda griega en estos términos:

un grupo de griegos, a menudo de diez o más personas, salieron al lugar abierto, se cogieron de la mano, formaron un círculo, y ahora retrocedían, ahora avanzaban, a veces daban vueltas, cantando en griego mientras, a veces golpeaban fuertemente el suelo con los pies.

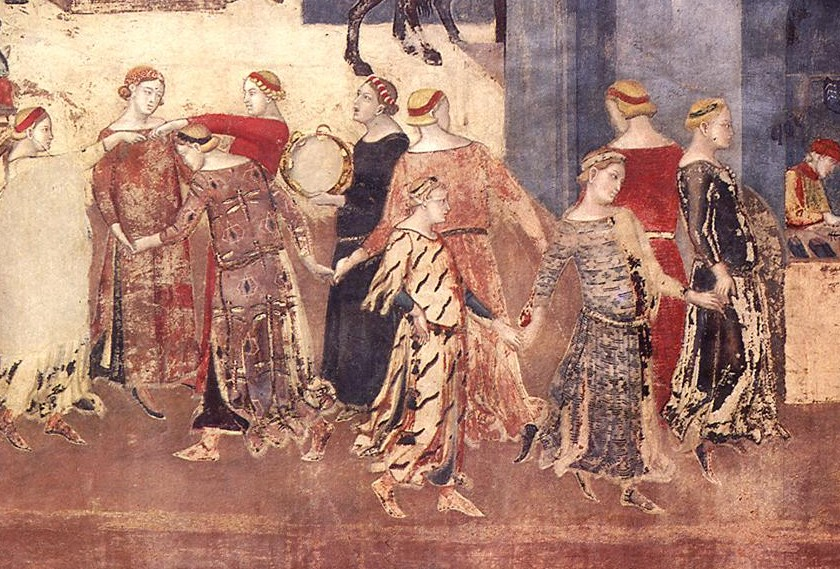
Danza folclórica italiana compuesta por mujeres, en la que destaca el «puente»
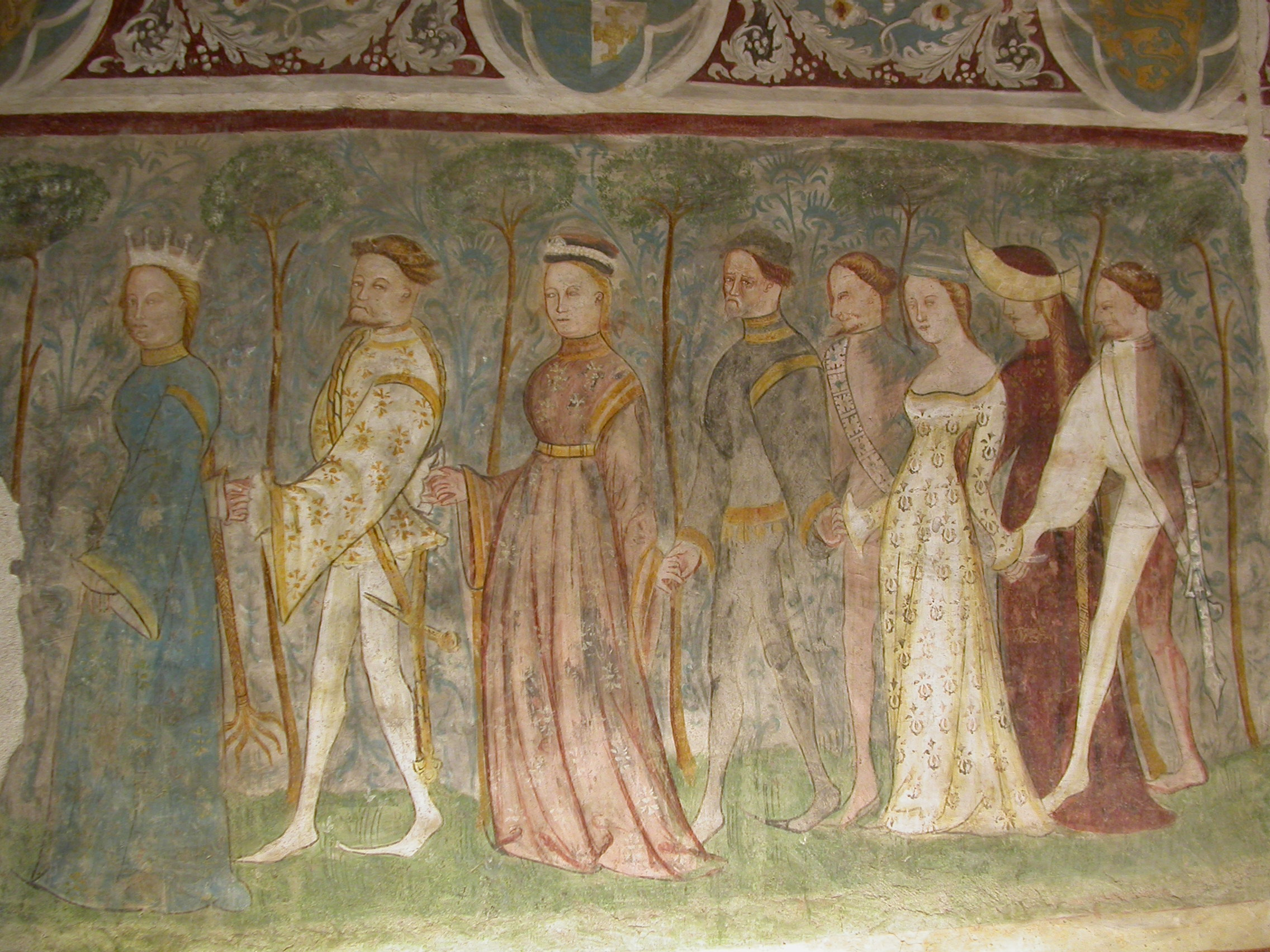
Danza medieval en círculo, Tirol del Sur, Italia

### Escandinavia

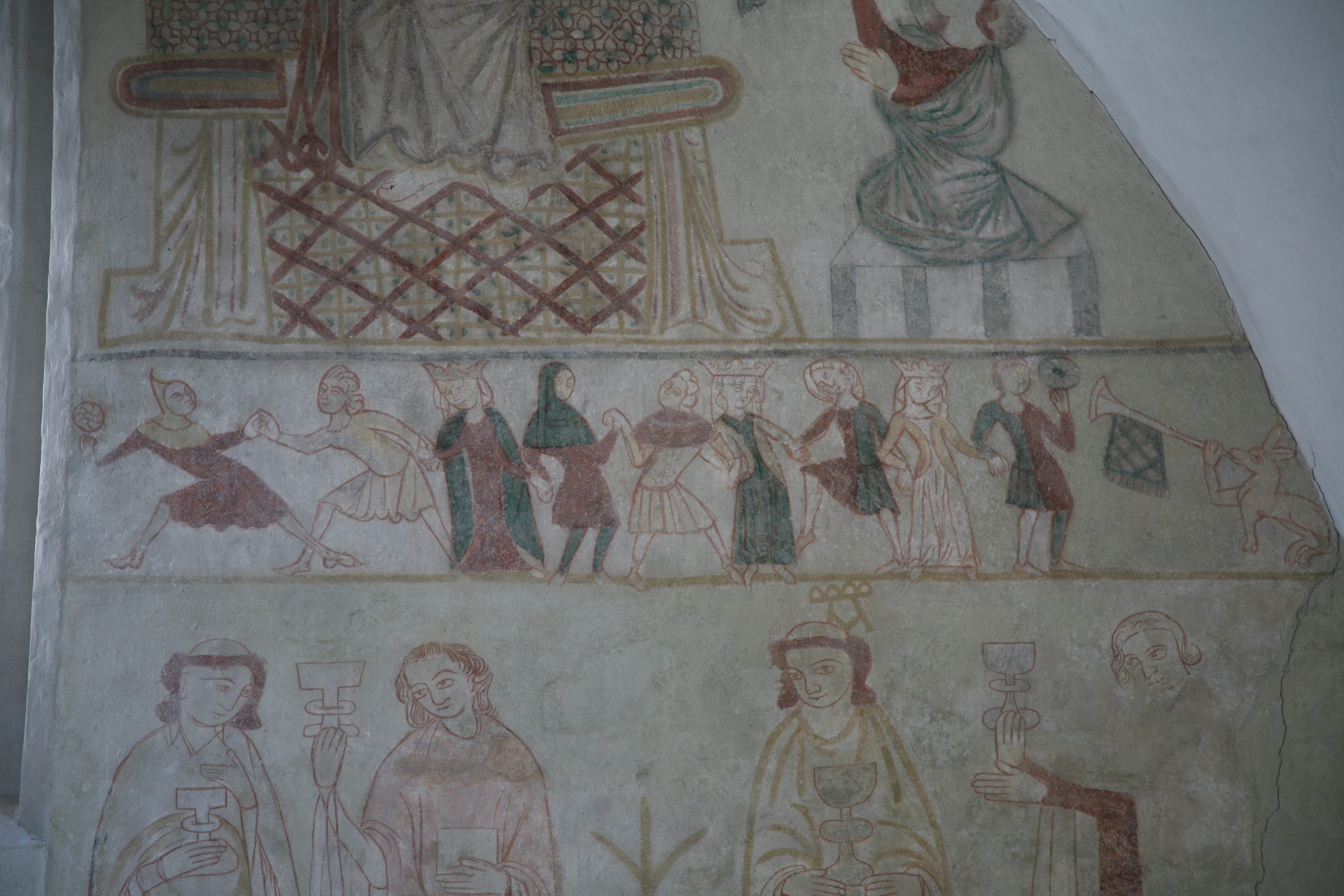
Fresco en la iglesia de Ørslev, Dinamarca mostrando una forma medieval de danza en cadena

En Dinamarca, antiguas baladas mencionan una danza en círculo cerrado que puede abrirse en una danza en cadena. Un fresco de la iglesia de Ørslev, en Zelanda, de hacia 1400, muestra a nueve personas, hombres y mujeres, bailando en fila. El líder y algunos otros de la cadena llevan ramos de flores. En el caso de las danzas femeninas, es posible que hubiera un hombre que actuara como líder.  En Suecia, las canciones medievales mencionaban a menudo el baile. Se formaba una larga cadena, en la que el líder cantaba los versos y marcaba el compás mientras los demás bailarines se unían al coro.

## Danzas modernas

### Europa del Este

#### Hora

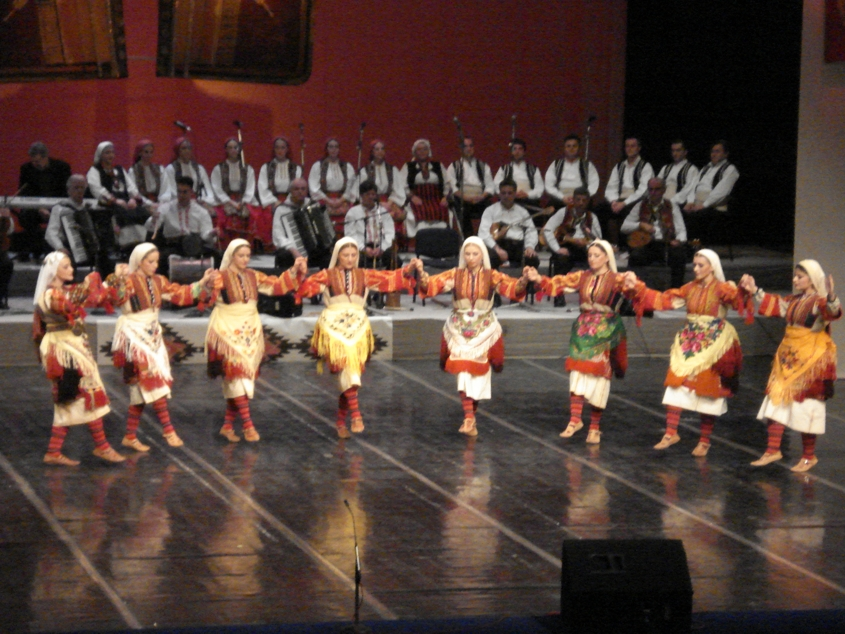
Una danza tradicional hora en la Macedonia del Norte.

La hora es una danza originaria de los Balcanes, pero también se puede encontrar en otros países (como Rumanía y Moldavia). Los bailarines se cogen de la mano y el círculo gira, normalmente en sentido contrario a las agujas del reloj, mientras cada participante sigue una secuencia de tres pasos hacia delante y uno hacia atrás. La Hora es popular durante las celebraciones de boda y los festivales, y es una parte esencial del entretenimiento social en las zonas rurales. En Bulgaria, no es necesario que sea en círculo; también se acepta una línea curva de personas.

#### Kolo
El Kolo es una danza folclórica colectiva común en varias regiones eslavas del sur, como Serbia y Bosnia, que recibe su nombre del círculo que forman los bailarines. Se ejecuta entre grupos de personas (normalmente varias docenas, como mínimo tres) que se sujetan con las manos alrededor de la cintura (idealmente en círculo, de ahí el nombre). Casi no hay movimiento por encima de la cintura.

### Sur de Europa

#### Bailes albaneses en círculo

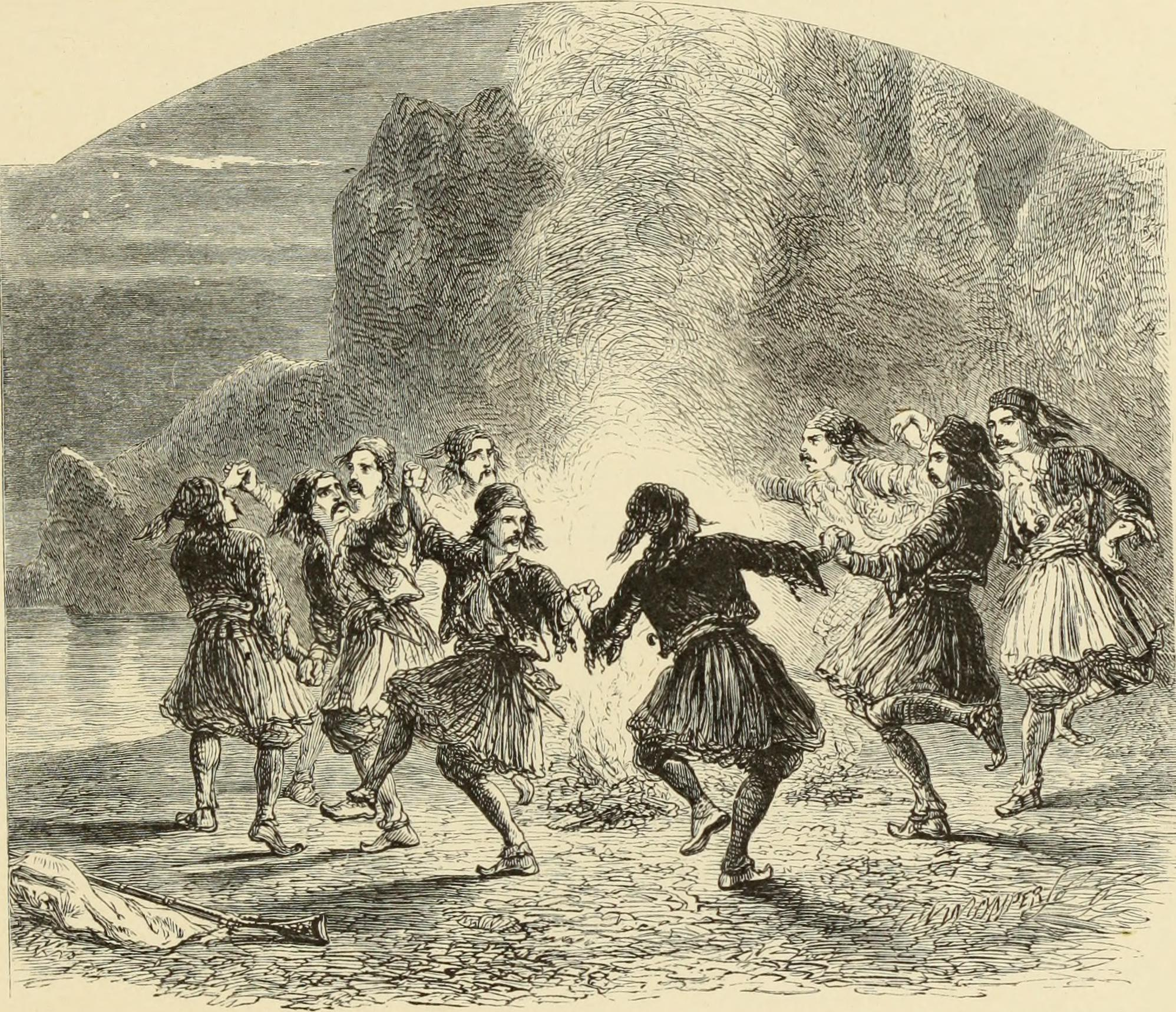
Danza guerrera albanesa en círculo alrededor del fuego (zjarri), dibujo del libro Childe Harold's Pilgrimage escrito por Lord Byron a principios del.

Las primeras descripciones de la danza de guerra albanesa en círculo alrededor del fuego fueron proporcionadas a principios del siglo XIX por viajeros occidentales que visitaron el sur de Albania. La danza se practica durante varias horas con intervalos muy cortos, adquiriendo nuevo vigor con la letra de la canción que la acompaña, que comienza con un grito de guerra invocando tambores de guerra, y que es acorde con el movimiento y suele cambiarse sólo una o dos veces durante toda la representación.
El fuego purificador ritual (Zjarri) es utilizado tradicionalmente por los albaneses, en particular cantando y bailando a su alrededor, para obtener protección y energizante de su poder sobrenatural. 
Un ritual practicado durante Dita e Verës, una fiesta del paganismo albanés que celebra el equinoccio de primavera -el comienzo del periodo primavera-verano con el fortalecimiento del Sol (Dielli) y la renovación de la Naturaleza- se ha descrito de la siguiente manera: 

"En la danza del círculo cerrado, teniendo el fuego en el centro, se encuentra el primer elemento ritual, entrelazado con motivos coreográficos, que clasifican esta danza en la categoría ritual. El culto al fuego, importante elemento básico y ancestral, y el círculo cerrado de los intérpretes, hecho muy importante para la coreografía ritual, crean el eje principal de la danza."

#### Kalamatianos

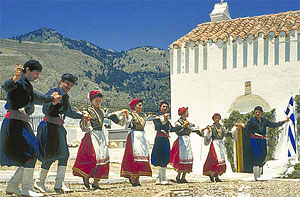
Danza de los Syrtos

El Kalamatianos es una popular Greek folkdance en toda Grecia y Chipre, y se suele interpretar en muchas reuniones sociales de todo el mundo. Como la mayoría de las danzas folclóricas griegas, se baila en círculo, girando en sentido contrario a las agujas del reloj y cogidos de la mano. El bailarín principal suele sujetar al segundo por un pañuelo, lo que permite realizar pasos y acrobacias más elaborados.  Los pasos del Kalamatianós son los mismos que los del Syrtos, pero este último es más lento y señorial, su compás es un 4
4 constante.

#### Sardana

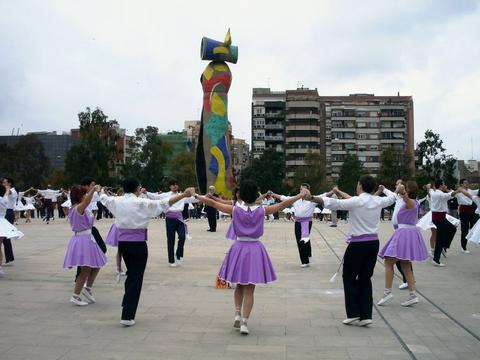
Grupo bailando sardana en Barcelona.

La sardana es un tipo de baile en círculo típico de Cataluña. Suele estar dirigida por un bailarín experimentado. Los bailarines se cogen de las manos durante todo el baile: los brazos hacia abajo durante los curts y levantados a la altura de los hombros durante los llargs. La danza es originaria de la región del Empordà, pero empezó a ganar popularidad en toda Cataluña durante el siglo XX. Hay dos tipos principales, el estilo original sardana curta (sardana corta) y el más moderno sardana llarga (sardana larga).

#### Syrtos
Syrtos y el Kalamatianos son danzas griegas en las que los bailarines forman una línea curva cogidos de la mano, mirando hacia la derecha. El bailarín situado en el extremo derecho de la fila es el líder. El líder también puede actuar en solitario, improvisando movimientos vistosos y retorcidos mientras el resto de la fila sigue el paso básico. En algunas partes de Syrtos, las parejas de bailarines sostienen un pañuelo por sus dos lados.